# Adetus bacillarius
Adetus bacillarius là một loài bọ cánh cứng trong họ Cerambycidae.